# Instituut voor Medische Dringende Hulpverlening
Het Instituut voor Medische Dringende Hulpverlening (IMDH) is een Belgische vzw die in 1972 werd opgericht en vanuit Brugge opereert. De organisatie heeft als hoofddoel het operationeel houden van de MUG-helikopter in West-Vlaanderen en het aanbieden van diverse EHBO-opleidingen in West- en Oost-Vlaanderen. Het IMDH levert voorts medisch teams op evenementen, waardoor de veiligheid en snelle medische interventie bij incidenten gewaarborgd kunnen worden.
Dokter Paul Lust (1932–2019), die aan het hoofd van de urgentiedienst van het AZ Sint-Jan stond in de jaren 70, speelde een cruciale rol bij de oprichting van het instituut.

## MUG-helikopter West-Vlaanderen

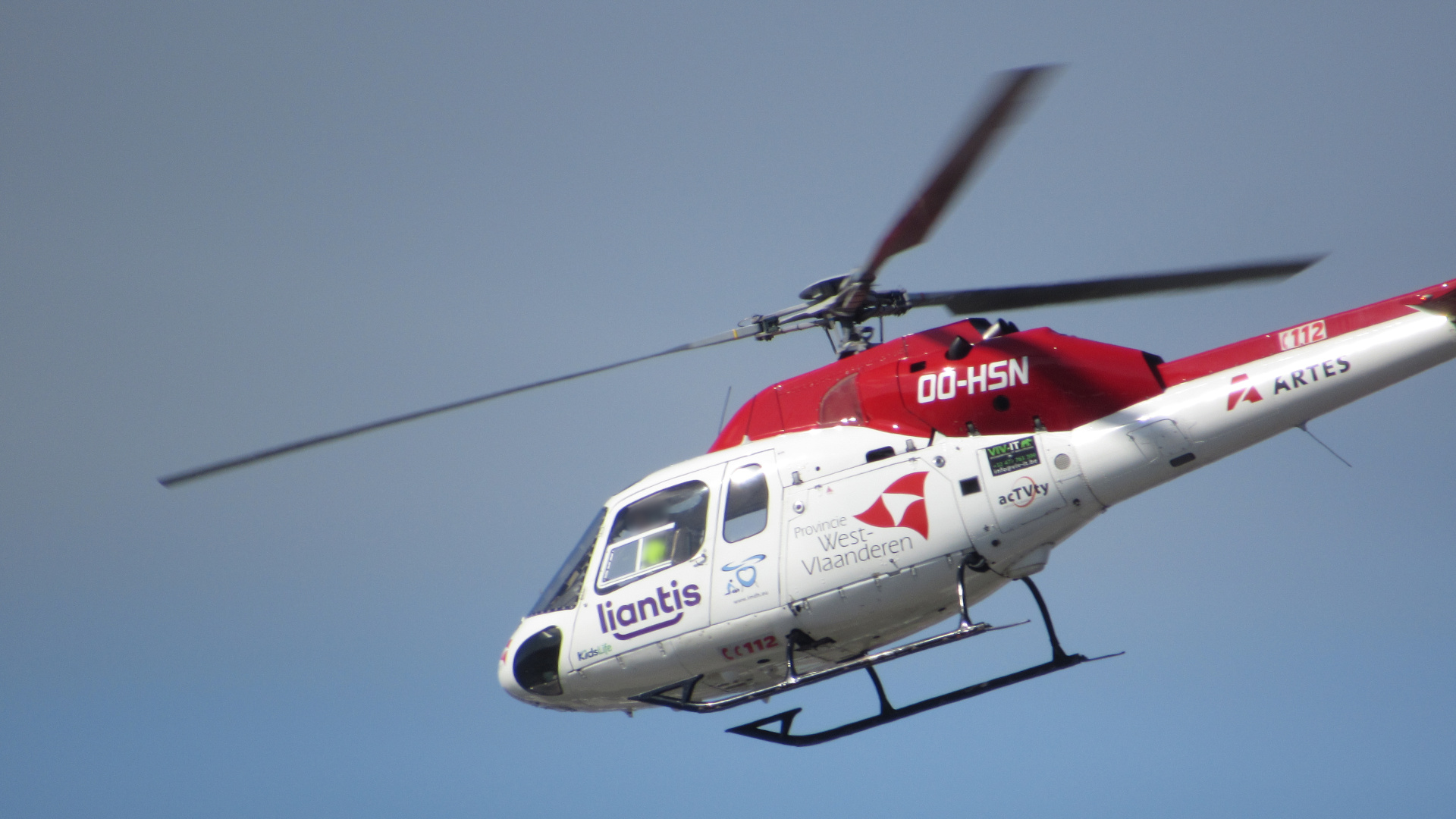
Voormalige MUG-heli West-Vlaanderen (OO-HSN - foto uit 2018)

De MUG-helikopter West-Vlaanderen (vaak afgekort tot MUG-heli of MUGH) wordt sinds 1986 onafgebroken uitgebaat door het IMDH. Sinds 1998 is ze de enige erkende MUG-heli in Vlaanderen. De kostprijs wordt voornamelijk betaald door de provincie West-Vlaanderen alsook enkele steden en gemeenten in het interventiegebied. Daarnaast sponsoren enkele private bedrijven de MUG-heli en worden ook particuliere giften geaccepteerd.
Op 23 november 2008 raakte de toenmalige helikopter, een Ecureuil AS 355-F1 met kenteken OO-HSB, ten gevolge van een crash onherroepelijk beschadigd. Op 26 juni 2009 werd een nieuwe helikopter voorgesteld, een Ecureuil AS 355-F2 met kenteken OO-HSN. Sinds 2022 wordt met de Eurocopter EC135 gevlogen, geproduceerd door Airbus Helicopters. Deze nieuwe helikopter bracht enkele verbeteringen met zich mee: zo beschikte ze over een grotere cargoruimte en is ze stiller dan het vorige model. Ook konden nu zowel arts als verpleegkundige bij de patiënt plaatsnemen (voorheen nam enkel de arts plaats naast de patiënt, terwijl de verpleegkundige naast de piloot zat). Deze nieuwe helikopter liet dan ook toe om meer eenvoudig medische handelingen te stellen tijdens de vlucht. Als gevolg hiervan maakte de nieuwe helikopter meer vluchten dan de oude, en werd er vaker voor geopteerd patiënten met de helikopter te transporteren.
De helikopter kent zijn standplaats in het AZ Sint-Jan te Brugge. Vanuit deze locatie dekt hij het volledige West-Vlaamse grondgebied en het merendeel van Oost-Vlaanderen, Henegouwen en Zeeland. In dit gebied kan hij steeds binnen vijftien minuten ter plaatse komen. De helikopter kan zo naar schatting 1,5 miljoen mensen bereiken. De helikopter staat elke dag paraat van zonsopgang tot zonsondergang. 
Doorgaans wordt vijf minuten oproeptijd gerekend en kan men drie kilometer per minuut afleggen, voor het landen rekent men één minuut. Een gewone MUG-wagen heeft een starttijd van maar twee minuten, maar kan slechts één kilometer per minuut afleggen. Dit maakt dat de helikopter vanaf afstanden groter dan 10 kilometer vogelvlucht sneller is dan een klassieke wagen.

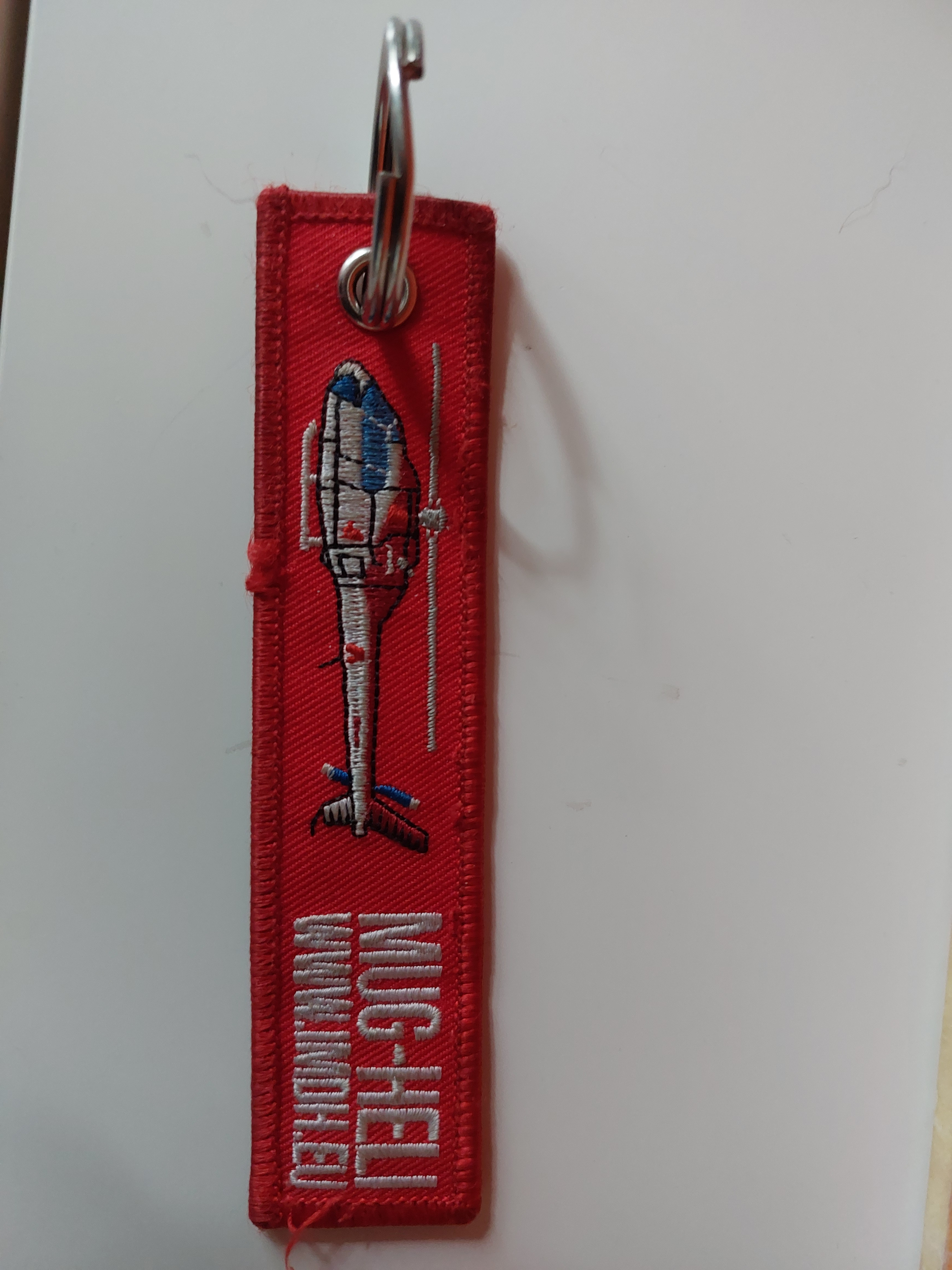
Sleutelhanger die door het IMDH verkocht wordt als vorm van fondsenwerving (2022)

Het aantal interventies van de MUG-heli is sterk gestegen in vier decennia: van 200 totale interventies in het jaar 1987 naar 843 interventies in 2016. In 2021 waren er 611 interventies en in 2024 887 inzetten. Hierdoor worden naar schatting ongeveer 40 levens per jaar gered. Het merendeel van deze interventies betreft noodinterventies maar er worden ook geplande interhospitaaltransporten uitgevoerd.

## Opleidingen
Het IMDH is erkend om medische opleidingen en bijscholingen te organiseren. Ze doet dit zowel voor professionals (zoals ambulanciers) als voor privé-personen (piloten, zaakvoerders, etc). Ook in scholen worden opleidingen en opfrissingscursussen georganiseerd, ter illustratie: tijdens het schooljaar 2015-2016 kregen 705 secundaire studenten en 2487 lagere schoolstudenten onderricht van het IMDH. 

## Media-aandacht
In het najaar van 2016 werd het televisieprogramma Helden van Hier: In de lucht uitgezonden op de Belgische televisiezender VTM. In 2017 werd een tweede seizoen op dezelfde zender uitgezonden. De interventies van de West Vlaamse MUG-heli speelden een centrale rol binnen dit programma.